# 堀江信介
堀江 信介（ほりえ しんすけ）（生年不明 - 2007年1月5日）は、日本の元俳優。父は漫画家の堀江卓。

## 人物
俳優として特撮作品『バトルホーク』のビッグホークこと楯大二郎役でレギュラー出演。堀江の俳優活動としての代表作となった。堀江本人の体格に合うスーツアクターが見つからなかったため、化身後のビッグホークのスーツアクターも兼任していた。
俳優引退後はアマチュアバンドを結成して活躍。TBSで三宅裕司が司会を担当し、深夜の人気番組として放送されていた『イカすバンド天国』に出場したこともあったが、それが結果的に公の場での最後の活動となった。
2007年1月5日、心不全のため死去。晩年は長く闘病生活を送っていたという。その1カ月後にも父が亡くなっている。

## 出演作品

### テレビ
- 寺内貫太郎一家 第22話（1974年）-  マッサージ師 役[2]
- 電人ザボーガー 第20話「死を呼ぶ合体ロボット・ゴーゴン」（1974年） - アンドロイドブルー 役
- 特別機動捜査隊 第690話「泥水の流れの中で」（1975年） - 大村進 役
- バトルホーク（1976年） - 楯大二郎 / ビッグホーク 役[3]

### 映画
- 沖田総司（1974年）
- 主婦の体験レポート 新・おんなの四畳半（1975年）